# Chiến dịch Myskhako
Chiến dịch Myskhako là một phần hoạt động quân sự của Kế hoạch "Biển" của quân đội Liên Xô trong giai đoạn phản công của Chiến dịch Kavkaz. Từ ngày 4 tháng 2 năm 1943, Cụm tác chiến Biển Đen (Liên Xô) phối hợp với Hạm đội Biển Đen đã đổ bộ lên bán đảo Myskhako phía Nam quân cảng Novorossiysk một lực lượng nhỏ gồm 550 bộ binh và 250 binh sĩ hải quân đánh bộ do thiếu tá Caesar Lvovich Kunikov chỉ huy. Nhiệm vụ của đội đổ bộ là đánh chiếm và trấn giữ căn cứ đầu cầu này, chờ lực lượng đổ bộ tiếp theo phối hợp với Tập đoàn quân 47 hình thành 2 mũi tấn công đánh chiếm lại quân cảng Novorossiysk. Trong năm đêm tiếp theo, Hạm đội Biển Đen tiếp tục đổ quân. Lực lượng đổ bộ có mặt trên bán đảo đã tăng lên 17.000 người gồm hai lữ đoàn hải quân đánh bộ, một lữ đoàn bộ binh, một trung đoàn pháo chống tăng và hàng trăm tấn vũ khí, thiết bị (sau này họp thành quân đoàn bộ binh - hải quân hỗn hợp 12). Tuy nhiên, đến ngày 7 tháng 2, do bão lớn, các cuộc đổ bộ tiếp theo bị hủy bỏ. Trong khi đó, Cụm tác chiến Biển Đen cũng không thể tăng viện cho các đơn vị tại Myskhako do không có tàu và đang dồn sự chú ý vào việc thực hiện kế hoạch "Núi". Chiến dịch đánh chiếm Novorossiysk theo kế hoạch chỉ kéo dài 10 ngày đã kéo dài đến 227 ngày (từ 4 tháng 2 đến 10 tháng 9 năm 1943). Quân đội Đức Quốc xã đã nhiều lần tổ chức tấn công để xóa căn cứ đầu cầu nhưng không thành công. Trong 227 ngày đó, đội quân đồn trú đã đánh nhiều trận phòng ngự chống lại các cuộc tập kích của Quân đoàn bộ binh 5 thuộc Tập đoàn quân 17 (Đức), trấn giữ được căn cứ đầu cầu cho đến khi Cụm tác chiến Biển Đen và Hạm đội Biển Đen phối hợp tổ chức lại Chiến dịch đánh chiếm Novorossiysk.
Do thiếu quyết tâm trong việc chở quân đổ bộ cũng như tùy tiện thay đổi địa điểm đổ bộ và thiếu sự phối hợp chính xác giữa hải quân là lục quân, làm mất yếu tố bất ngờ, chiến dịch không thực hiện được. Chỉ còn đội quân đồn trú Myskhako phải trụ lại chiến đấu với các lực lượng Đức lớn gấp đôi. Vì để xảy ra thất lợi do trách nhiệm của hải quân, Phó đô đốc A. F. Oktyabrsky bị bãi chức tư lệnh hạm đội Biển Đen và được điều sang Viễn Đông làm tư lệnh phân hạm đội Amur. Tư lệnh mới của Hạm dội Biển Đen, Phó đô đốc L. A. Vladimirsky đã thường xuyên thực hiện các chuyến tiếp tế cho đội quân đồn trú để duy trì sức chiến đấu của họ cho đến khi cuộc tấn công vào Novorossiysk được tổ chức vào tháng 9 năm 1943.

## Bối cảnh
Mặc dù chiếm được quân cảng Novorossiysk từ tháng 9 năm 1942 nhưng hải quân Đức Quốc xã vẫn không thể sử dụng được cảng này do lực lượng hải quân Đức trên Biển Đen hầu như không có tàu chiến. Họ chỉ có 16 tàu phóng ngư lôi, trong đó có 6 chiếc của Đức, 7 chiếc của Romania và 3 chiếc của Bulgaria. Thỉnh thoảng mới có một tàu ngầm lọt qua các eo biển Dardanelles và Bosporus nhưng gần như ngay lập tức, chúng bị các tàu ngầm Liên Xô phát hiện và xua đuổi. Ngay cả các tàu chở hàng của hải quân Đức Quốc xã từ các cảng Constanta (Romania), Odessa và Sevastopol cũng rất khó vào cảng do hỏa lực từ các chiến hạm Liên Xô, từ các máy bay của hạm đội Biển Đen và từ các trận địa pháo trên núi bắn phá. Tuy vậy, Tập đoàn quân 17 vẫn có ý đồ giữ cảng này để khi cần, có thể dùng làm một đầu cầu rút quân đồng thời, ngăn chặn tối đa Tập đoàn quân 47 (Liên Xô) lợi dụng vị trí hiểm yếu của bán đảo Myskhako để đột kích vào khu vực Taman từ phía Tây Nam. Công trình quân sự đáng kể nhất của Tập đoàn quân 17 (Đức) tại Novorossiysk là hệ thống các công sự bằng thép, bê tông và đất đắp. Tuy vậy, quân đội Đức Quốc xã cũng không đủ lực lượng để rải ra khắp khu vực Novorossiysk do bận đối phó với cuộc phản công của quân đội Liên Xô từ ba hướng vào đồng bằng Kuban và khu vực Rostov.
Tình hình ở phần phía nam của mặt trận vào đầu năm 1943 đã có những thay đổi cơ bản. Sau khi đánh tan các cuộc hành quân giải vây cho Tập đoàn quân 6 (Đức) ở Stalingrad, quyền chủ động chiến lược nằm trong tay quân đội Liên Xô. Trên toàn bộ cánh Nam của mặt trận Xô-Đức, từ thượng lưu sông Đông đến Kavkaz, quân đội Liên Xô đều được lệnh chuẩn bị phản công. Ngày 1 tháng 1 năm 1943, Bộ Tổng tư lệnh tối cao quân đội Liên Xô yêu cầu đại tướng I. V. Tyulenev chỉ đạo các Cụm tác chiến Biển Đen và Bắc Kavkaz chuẩn bị và trình kế hoạch phản công với mục tiêu cắt đường rút lui của Cụm tập đoàn quân A (Đức) qua bán đảo Taman sang Krym và qua Rostov về Ukraina. Ngày 8 tháng 1 năm 1943, Bộ tư lệnh Cụm tác chiến Biển Đen trình Bộ Tổng tư lệnh tối cao quân đội Liên Xô Kế hoạch "Biển" về các hoạt động của quân đội Liên Xô tại khu vực Novorossiysk và Taman. Tại giai đoạn 2 của kế hoạch có dự kiến từ ngày 16 đến ngày 25 tháng 1 sẽ giải phóng bến cảng và thành phố Novorossiysk bằng lực lượng của Tập đoàn quân 47 phối hợp với một cụm quân đổ bộ đường biển từ khu vực Nam Ozereika - Myskhako - Stanichka đánh lên.
Mọi hoạt động của quân đội Liên Xô đều phải trông vào tính bất ngờ vì khu vực Novorossiysk nằm rất gần các căn cứ của các Quân đoàn bộ binh xung kích 5 và Quân đoàn bộ binh 14 (Đức) trên bán đảo Taman. Việc tấn công từ một căn bàn đạp hẹp đòi hỏi phải có sự phối hợp chính xác giữa hai cánh quân đổ bộ từ Nam Ozereika ở phái Tây và Myskhako ở phía Nam. Đồng thời, hai cánh quân đổ bộ cũng phải phối hợp chặt chẽ với Tập đoàn quân 47 để được yểm hộ và cùng tấn công từ phía Tây Novorossiysk nhằm phân tán sự đối phó của Quân đoàn xung kích 5 (Đức). Chỉ cần một trong hai cánh quân và kể cả lực lượng trên bộ của Tập đoàn quân 47 không hoạt động đồng bộ đều làm mất yếu tố bất ngờ của chiến dịch.

## Binh lực

### Quân đội Liên Xô
Binh lực chủ yếu của Quân đội Liên Xô trong giai đoạn phòng thủ Novorossiysk là Tập đoàn quân 47. Ngày 26 tháng 9 năm 1942, khi quân đội Đức Quốc xã chiếm được thành phố và bến cảng Novorossiysk, Tập đoàn quân 47 bị đánh bật sang bờ đông vịnh Novorossiysk và phải chuyển hướng phòng thủ chủ yếu sang phía bán đảo Taman, chỉ để một phần bộ binh trấn giữ khu vực nhà máy xi măng và pháo binh khống chế cảng Novorossiysk. Từ ngày 4 tháng 2 năm 1943, Hạm đội Biển Đen bắt đầu đổ bộ lên khu vực Nam Myskhako, binh lực của quân đội Liên Xô tại khu vực này tăng lên nhưng vẫn không thể tạo được liên lạc trên đất liền với Tập đoàn quân 47.
- Từ ngày 4 tháng 2 đến giữa tháng 4 năm 1943:
  - Sư đoàn bộ binh 318 của tướng Dmitri Valeryevich Gordeev;
  - Các lữ đoàn hải quân đánh bộ 83 và 225;
  - Lữ đoàn bộ binh 165 của đại tá Aleksandr Semyonovich Potapov;
  - Trung đoàn pháo chống tăng 29;
  - Tiểu đoàn xe tăng 563;
- Không quân và chiến hạm của Hạm đội Biển Đen:

xxxxnhỏ|phải|256px|Tàu ngầm [[:|K-21]] (Liên Xô) phục vụ chiến dịch "Biển". đầu năm 1943]]
- - Các thiết giáp hạm Krasnyy Krym và Krasnyy Kavkaz (soái hạm);
  - Pháo hạm ParizhskayaKommuna và Kharkov.
  - Các tàu ngầm Malyutka, Щ-215 và [[:|K-21]]
  - Các chiến hạm lớp MBR-2, tàu vận tải PDO-3, tàu hộ tống MTS, xuồng đổ bộ PTR.
  - Phi đội tiêm kích bom hạng nhẹ 275 thuộc không quân Hạm đội Biển Đen.

Trong kế hoạch ban đầu, các đội đổ bộ sẽ chiếm lĩnh các vị trí Nam Ozereika, Myskhako và Stranika trong khi Tập đoàn quân 47 sử dụng cánh trái của nó đột kích vào Abinsk để kéo chủ lực Quân đoàn bộ binh xung kích 5 (Đức) ra khỏi khu vực Novorossiysk. Đây là một hành động "dương Đông kích Tây" thường thấy trong các chiến thuật tấn công nhưng lại đòi hỏi một sự phố hợp chặt chẽ, thống nhất và chỉ có một đầu mối chỉ huy. Tuy nhiên, tham gia chiến dịch này lại là hai lực lượng khác nhau gồm hải quân đánh bộ, tàu vận tải và tàu chiến dưới sự chỉ huy của Tư lệnh hạm đội Biển Đen và bộ binh dưới sự chỉ huy của Cụm tác chiến Biển Đen. Việc bố trí hai quân chủng khác nhau trong một hoạt động chung nhưng không chỉ định một tư lệnh chung mà chỉ có đại tướng I. V. Tyulenev đóng vai "điều phối viên" là một khuyến điểm nghiêm trọng của Bộ Tổng tham mưu quân đội Liên Xô khi thẩm định kế hoạch và đã dẫn đến những hậu quả không mong muốn, khiến cho chiến dịch không thành công và bị kéo dài.

### Quân đội Đức Quốc xã
- Quân đoàn bộ binh xung kích 5 do tướng Wilhelm Wetzel chỉ huy, được tướng Richard Ruoff giao nhiệm vụ phòng thủ bán đảo Taman và khu vực Novorossiysk, biên chế tháng 1 năm 1943 gồm có:
  - Sư đoàn bộ binh 9 của tướng Freiherr von Schleinitz trực tiếp trấn giữ Novorossiysk, gồm các trung đoàn bộ binh 36, 57, 116; các trung đoàn pháo binh 7, 45; tiểu đoàn trinh sát; tiểu đoàn pháo chống tăng; tiểu đoàn công binh, tiểu đoàn thông tin, các đợn vị hậu cần, kỹ thuật của sư đoàn.
  - Sư đoàn bộ binh 73 của tướng Johannes Nedtwig cũng được giao nhiệm vụ trấn giữ Novorossiysk, gồm các trung đoàn bộ binh 170, 186, 213, trung đoàn pháo binh, trung đoàn pháo chống tăng, các tiểu đoàn trinh sát, thông tin, công binh, hậu cần kỹ thuật
  - Sư đoàn đổ bộ đường không 5;
  - Các sư đoàn bộ binh 10 và 19 (Romania);
  - Sư đoàn kỵ binh 3 (Romania);
  - Trung đoàn huấn luyện 615;
  - Các trung đoàn pháo binh 634, 737, 767, 781 và 792;
  - Các trung đoàn pháo bờ biển 144, 149, 338, 707, 789;
  - Trung đoàn cảnh binh 10 Brandenburg;
  - Trung đoàn công binh 617.
- Các lực lượng tăng viện từ Cụm quân Krym (trực thuộc Tập đoàn quân 17):
  - Các sư đoàn bộ binh 125, 198;
  - Trung đoàn cơ giới 101.
- Đội tàu chiến hỗn hợp Đức, Romania tại Sevastopol gồm 16 tàu phóng lôi, 8 tàu vận tải và 4 tàu tuần duyên.

## Diễn biến

### Cuộc đổ bộ

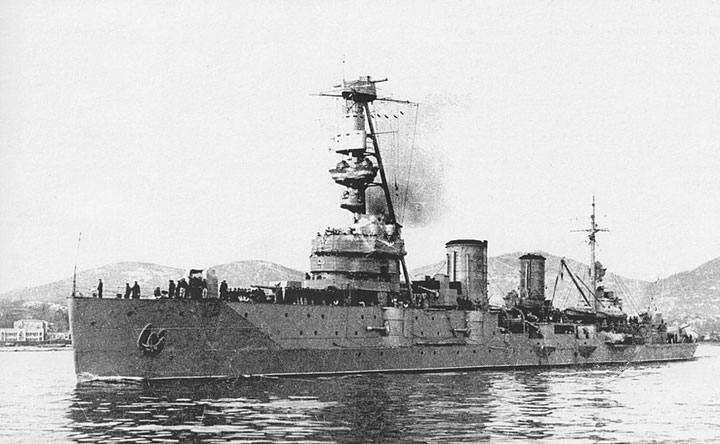
Thiết giáp hạm Krasnyy Krym, con tàu tham gia yểm hộ cho cuộc đổ bộ của quân đội Liên Xô lên bán đảo Myskhako, tháng 2 năm 1943

Ngày 27 tháng 1. Tập đoàn quân 47 bắt đầu mở các cuộc đột kích vào tuyến phòng thủ Verkhnebakansky, Abinsk và Krymsk như với binh lực yếu, đặc biệt là về pháo binh, các sư đoàn bộ binh 77, 216 và lữ đoàn bộ binh 103 đã không thể tiến lên được quá 300 m trong ngày đầu tiến. Mọi cố gắng của Tập đoàn quân 47 để chọc thủng tuyến phòng thủ sư đoàn đổ bộ đường không 5 (Đức) và hai sư đoàn bộ binh Romania tại khu phòng thủ Verkhnebakansky đều bị chặn lại. Đến ngày 2 tháng 2, mặc dù cuộc đột kích vào các cụm cứ điểm Verkhnebakansky, Abinsk và Krymsk của Tập đoàn quân 47 không thành công và dơn vị tiến xa nhất của tập đoàn quân này cũng chưa vượt quá đường phân thủy Markotkhsky nhưng tư lệnh Cụm tác chiến Biển Đen I. E. Petrov vẫn cho rằng họ đã kéo bớt một lực lượng đáng kể của Quân đoàn xung kích 5 (Đức) khỏi Novorossiysk và đây là lúc cuộc đổ bộ lên Novorossiysk cần được triển khai.
Ngày 3 tháng 2 năm 1943, Phó đô đốc, tư lệnh Hạm đội Biển Đen F. S. Oktyabrskiy đề nghị Cụm tác chiến Biển Đen chỉ đạo Tập đoàn quân 47 đẩy mạnh phối hợp hành động cho một cuộc đổ bộ lên khu vực bán đảo Myskhako theo kế hoạch "Biển". Trong khi đó, Cụm tác chiến Biển đen lại chưa xây dựng xong kế hoạch này. Tư lệnh mới của Tập đoàn quân 47, tướng K. N. Leselidze thay tướng Kamkov từ ngày 2 tháng 2 cũng chưa nắm được ý đồ tác chiến và chưa hoạch định một kế hoạch sử dụng binh lực trong chiến dịch phối hợp. Vì hoạt động của Hạm đội Biển Đen phụ thuộc rất nhiều vào thời tiết trên biển. Gặp được những ngày thời tiết thuận lợi rất không dễ dàng trong mùa đông. Vì vậy, Phó đô đốc F. S. Oktyabrskiy vẫn quyết định sẽ đổ bộ vào 1 giờ sáng ngày 4 tháng 2. Các đơn vị đổ bộ và phương tiện đã sẵn sàng tại bến cảng dã chiến Gelendzhik và xuất phát từ 11 giờ 15 phút ngày 3 tháng 2.
0 giờ 12 phút ngày 4 tháng 2, các tàu đổ bộ đã có mặt tại cảng dã chiến Glendzhik và lần lượt xuống tàu. Theo chỉ định của Phó đô đốc F. S. Oktyabrskiy, tư lệnh Hạm đội Biển Đen; chuẩn đô đốc N. E. Basityi phụ trách các tàu đổ bộ, tàu vận tải. Phó đô đốc, phó tư lệnh Hạm đội Biển Đen I. A. Vladimirsky phụ trách nhóm pháo hạm, thiết giáp hạm và tàu ngầm. Chuẩn đô đốc N. E. Basityi báo cáo rằng thời tiết trên biển rất xấu, các tàu đổ bộ hó có thể cập bờ nhưng Phó đô đốc F. S. Oktyabrskiy vẫn yêu cầu tiến hành theo kế hoạch. Tuy nhiên, việc xếp quân lên tàu đã bị chậm mất 1 giời 20 phút so với kế hoạch. 0 giờ 15 phút, thiết giáp hạm Krasnyy Krym và pháo hạm Parizhskaya Kommuna và các chiến hạm lớp MBR-2 bắt đầu pháo kích lên bán đảo Myskhako. Nhưng sau 30 phút pháo kích, họ vẫn chưa thấy đoàn tàu của N. E. Basityi kéo đến. Cuộc pháo kích phải dừng lại vì cơ số đạn sử dụng theo kế hoạch đã hết.
2 giờ 20 ngày 4 tháng 2, các tàu vận tải PDO-3 dưới sự yểm hộ của các tàu hộ tống MTS mới có mặt tại phía Nam Myskhako và bắt đầu đổ quân. Một mũi đổ bộ từ hướng cực nam bán đảo Myskhako cũng được triển khai gồm 5 tàu quét mìn, 7 tàu vận tải, 3 xà lan biển và 3 tàu kéo, 12 tàu tuần tiễu MO cũng được triển khai. Việc đổ quân cũng không diễn ra đúng như dự kiến. Thay vì đổ bộ lực lượng đầu tiên lên Nam Ozereika, Chuẩn đô đốc N. E. Basityi lại đổ bộ cụm cơ động của thiếu tá Caesar Lvovich Kunikov lên Myskhako với lý do sóng biển quá lớn, các xuồng đổ bộ không thể cập bờ. Nhóm tàu đổ bộ thứ hai chỉ đưa được một nhóm đổ bộ nhỏ chỉ gồm 57 lính hải quân đánh bộ đến Stanichka, phía đông bán đảo Myskhako. Do các pháo hạm chỉ có thể tập trung hỏa lực trong 45 phút kể từ 0 giờ 12 phút so với kế hoạch, đội quân đổ bộ Liên Xô đã vấp phải màn hỏa lực dữ dội của pháo mặt đất và pháo bờ biển của quân đội Đức Quốc xã ngay khi chưa tiếp cận bờ biển. Chỉ có 1.427 quân và 16 xe tăng của quân đội Liên Xô đổ bộ thành công, số quân còn lại phải tạm rút về các tàu đổ bộ. Đến sáng ngày 4 tháng 2, Hạm đội Biển Đen tiếp tục đưa thêm 1.400 quân, 10 xe tăng và trung đoàn pháo chống tăng lên Nam Ozereika. Lực lượng đổ bộ đầu tiên gồm 900 binh sĩ hải quân đánh bộ do thiếu tá C. L. Kunikov sau khi đổ bộ thành công lên bờ biển phía Đông Stanichka đã chiếm được các làng Glebovka và Chukhabl, các điểm cao 289 và 307,2 hình thành một vành đai uy hiếp Myskhako - Stranika.
Ngay từ ngày 4 tháng 2, Quân đoàn xung kích 5 (Đức) tại Novorossiysk đã có các hoạt động quyết liệt nhằm thanh toán nhóm hải quân đánh bộ của Liên Xô và thu hồi khu vực đầu cầu Myskhako. Ngay khi cuộc đổ bộ mới bắt đầu, các trung đoàn pháo bờ biển 144, 149, 338, 707 và 789 đã bắn hơn 2.000 quả đạn trái phá hạng nặng, đánh đắm 1 xà lan, 2 thuyền đánh cá và 1 tàu kéo của hải quân Liên Xô. Tuy nhiên, vì hải quân đánh bộ trên các phương tiện này chưa đổ bộ xong nên thiệt hại về người là không nhỏ. Ngoài ra, các xà lan và thuyền đắm gây khó khăn cho các tàu đến sau khi bị vướng sà lan đắm, khó tiếp cận bờ biển và làm rối loạn trình tự đổ quân. Do pháo bờ biển của quân Đức được giấu trong các hang núi kiên cố hướng ra biển, pháo hạm từ hai thiết giáp hạm và hai chiến hạm của Hạm đội Biển Đen bị hạn chế xạ giới và không đủ sức chế áp pháo bờ biển của quân đội Đức Quốc xã. Tại khu vực Stranika, cũng có 2 xà lan, 1 tàu đánh cá và 2 tàu kéo của quân đổ bộ Liên Xô bị đánh đắm, thiệt hại nhân mạng lên đến hàng nghìn lính hải quân đánh bộ và hải quân hạm tàu. Đòn phản công mạnh nhất của Sư đoàn bộ binh 9 (Đức) nhằm vào hướng đổ bộ chủ yếu của quân đội Liên Xô tại Nam Ozereika. Chiều ngày 5 tháng 2, đội quân này phải bỏ mục tiêu đánh chiếm Nam Ozereika, mở đường máu xuyên qua hành lang hoả lực của pháo binh Đức sang hội quân với nhóm đổ bộ thứ yếu đã lên bờ tại Stanichka mà không gặp phải sức kháng cự đáng kể. Sư đoàn bộ binh 19 (Romania) bỏ vị trí Stanichka rút lên phía Bắc.
Trong 2 ngày tiếp theo, bão biển dữ dội đã ngăn cản các tàu bè của Hạm đội Biển Đen cập bờ. Không quân của cả hai bên hoàn toàn bị tê liêt vì gió bão quá lớn. Việc chuyển quân từ Gelendzhik lên tăng cường cho cụm quân hỗn hợp tại Myskhako không thực hiện được. Những khó khăn về đạn dược, quân nhu và quân y bắt đầu xuất hiện khi đội quân này chỉ đem theo 2 cơ số đạn dược và 2 cơ số nhiên liệu; lương thực cũng chỉ đủ dùng trong 5 ngày. Ngày 6 tháng 2, khi bão biển đã ngớt, Hạm đội Biển Đen (Liên Xô) điều động thêm thiết giáp hạm Krasnyy Gruzia và chiến hạm Krasnyy Adzharia đến khu vực chiến sự tiếp tục đổ thêm hải quân đánh bộ, bộ binh, đạn dược, quân trang, quân dụng. 137 phi vụ oanh tạc do không quân Hạm đội Biển Đen và 30 phi vụ cường kích do Tập đoàn quân không quân 5 (Liên Xô) thực hiện đã chế áp đáng kể hỏa lực pháo bờ biển của quân Đức. Ngày 7 tháng 2 năm 1943, Tập đoàn quân 47 bắt được liên lạc với nhóm trinh sát của lữ đoàn 165 dùng xuồng và phao vượt sang "Đất lớn". Tư lệnh Tập đoàn quân 47, tướng K. N. Leselidze lập tức huy động 2 tiểu đoàn hải quân đánh bộ dùng thuyền đánh cá chở đạn dược và lương thực vượt vịnh Novorossiysk sang Myskhako, giải quyết một phần khó khăn cho đội quân đổ bộ. Ngày 8 và 9 tháng 2, bão biển tan dần. Hạm đội Biển Đen điều động chiến hạm nhỏ Nezamozhnyk mang tên lửa Kachyusha và tên lửa hạm đối hạm kiểu "Cá Thu" («Скумбрия») do trung tá N. I. Sipiagin chỉ huy đến gần bờ biển Stranichka và chính chiến hạm nhỏ này đã vô hiệu hóa hàng chục khẩu pháo bờ biển của quân Đức. Từ ngày 9 đến ngày 12 tháng 4, thêm một sư đoàn bộ binh và 2 lữ đoàn hải quân đánh bộ được đổ lên bán đảo. Tổng quân số đội quân đổ bộ của Liên Xô tại Myskhako đã lên đến 13.500 quân, được trang bị 16 xe tăng, 10 xe bọc thép, 21 khẩu pháo, 74 súng cối, 86 súng máy hạng nặng và hơn 440 tấn đạn dược. Nhưng đến lúc này, yếu tố bất ngờ đã mất. Quân đoàn bộ binh xung kích 5 (Đức) sau khi đẩy lùi các đợt công kích tại Abinsk của các Sư đoàn bộ binh 216 và 318 thuộc Tập đoàn quân 47 đã kéo những lực lượng cơ bản của về quanh Novorossiysk và tăng dày tuyến phòng ngự trên cả hai hướng Myskhako và các nhà máy Verkhnebakansky, Atakay. Hải quân đánh bộ Hạm đội Biển Đen Bắt đầu cuộc chiến đấu hơn 220 ngày trên một mỏm bán đảo hẹp được gọi là "Đất nhỏ" ("Малая земля")

### Các cuộc tảo thanh của quân Đức
Ngay từ những ngày đầu tiên của cuộc đổ bộ, Quân đoàn xung kích 5 (Đức) lệnh "phải tiêu diệt căn cứ đầu cầu của người Nga càng sớm càng tốt". Sau khi các cuộc tấn công của Tập đoàn quân 47 (Liên Xô) vào các cụm cứ điểm Abinsk và Krymsk thất bại. Quân đoàn xung kích 5 (Đức) được tăng viện thêm các đơn vị bộ binh và kỵ binh Romania bắt đầu chuỗi chiến dịch tảo thanh khu vực bán đảo Myskhako. cụm quân Krym (từ ngày 5 tháng 2 trực thuộc Tập đoàn quan 17 (Đức)) cũng điều động đến khu vực đối diện với Tập đoàn quân 47 (Liên Xô) các sư đoàn bộ binh 125, 198 và trung đoàn cơ giới 101. Ngày 14 tháng 5, Sư đoàn bộ binh 73 (Đức) mở cuộc tảo thanh đầu tiên vào cánh quân Stranichka là cánh quân yếu hơn của Cụm quân Myskhako (Liên Xô). Tiểu đoàn hải quân đánh bộ 305 của thiếu tá Caesar Lvovich Kunikov gồm 190 binh sĩ hải quân đánh bộ, 86 sĩ quan và hạ sĩ quan đã bị chia cắt khỏi đội hình chủ lực và phải rút lên núi. Tại đây, họ đã gặp đội du kích Liên Xô do Bí thư Đảng uỷ Novorossiysk P. I. Vasev chỉ huy và hai đội quân này đã sáp nhập là một.
Để nối lại liên lạc với tiểu đoàn 305, ngày 17 tháng 1, Sư đoàn bộ binh 318 của tướng D. V. Gordeev, tổ chức đột kích vào sân bay bỏ hoang Kornitsky, đánh chiếm các làng Aleksino, Myskhako, khu vực nhà máy cá hộp và cắt đứt con lộ nhỏ từ Novorossiysk đi Glebovka. Cuộc đột kích này đã buộc Sư đoàn bộ binh 73 (Đức) phải quay về đối phó. Ngày 19 tháng 1, tướng Wilhelm Wetzel điều sư đoàn bộ binh 10 (Romania) phối hợp với Sư đoàn bộ binh 73 đánh chiếm lại sân bay bỏ hoang Kornitsky và khu vực nhà máy cá hộp nhưng không lấy lại các được làng Aleksino, Myshkhako. Cùng ngày, Lữ đoàn hải quân đánh bộ 73 và tiểu đoàn xe tăng 563 dưới sự yểm hộ của các pháo hạm ParizhskayaKommuna và Kharkov đã chiếm được làng Glebovka. Căn cứ đầu cầu Myshkhako không những không bị xóa sổ mà còn mở rộng lên đến 28 km². Liên lạc giữa sở chỉ huy cụm quân Myskhako (Liên Xô) với Tiểu đoàn hải quân đánh bộ 305 được nối nhưng thiếu tá Cesar Lvovich Kunikov đã không trở về. Bị thương nặng trong trận đánh ngày 14 tháng 1, C. L. Kunikov được một tàu phóng lôi cao tốc (Liên Xô) đưa về Gelendzhik cứu chữa nhưng đã chết tại đó.
Trong bức điện báo cáo về Sở chỉ huy Tập đoàn quân 17 ngày 22 tháng 1 năm 1943, tư lệnh Quân đoàn xung kích 5 (Đức) lại cho rằng:
| “                 | Việc ngăn chặn cuộc đổ bộ của quân Nga lên Novorossiysk đã thất bại. Các khẩu pháo 88 mm của các trung đoàn pháo mặt đất và pháo bờ biển đã không thể đối phó lại với các pháo hạm Nga và gây nên sự rối loạn trong đội hình. Một nhóm nhỏ quân Nga đổ bộ lên Stanichka và chúng tôi hy vọng sẽ sớm làm chủ được tình hình ở đây. Yêu cầu tăng thêm lực lượng để tiến hành tảo thanh căn cứ đầu cầu này | ” |
| — Wilhelm Wetzel, | |   |

Tuy nhiên, Tập đoàn quân 17 (Đức) đang phải đối phó với 4 tập đoàn quân Liên Xô sau khi chiếm Krasnodar ngày 12 tháng 2 đang tấn công từ phía Đông vào Taman nên không những không thể điều động thêm lực lượng cho tướng Wilhelm Wetzel mà còn lấy đi của ông này hai sư đoàn bộ binh 125 và 198 cùng với trung đoàn cơ giới 101 vừa đến tăng cường trước đó để ném ra tuyến phòng thủ Petrovskaya, Slavianskaya và Abinsk đang bị quân đội Liên Xô gây sức ép nặng nề. Tướng Wilhelm Wetzel buộc phải rải Sư đoàn bộ binh 73 (Đức), Sư đoàn bộ binh 10 (Romania) lập một tuyến phòng thủ từ phía Bắc Stanichka qua phía Bắc Myskhako đến phía Nam Ozereika. Sư đoàn bộ binh 9 (Đức), Sư đoàn bộ binh 19 và Sư đoàn kỵ binh 3 (Romania) giữ tuyến phòng thủ phía Đông Novorossiysk đối diện với Tập đoàn quân 47 (Liên Xô). Mặt trận ổn định trong suốt tháng 3 năm 1943. Đầu tháng 4 năm 1943, sau khi đẩy Tập đoàn quân 17 (Đức) lùi sâu thêm hơn 100 km về tuyến phòng thủ Temryuk, Kievskoye, Moldavanskoye và Krymsk. Bộ Tổng tư lệnh quân đội lệnh cho tướng R. Ya. Malinovsky, tư lệnh mới của Phương diện quân Nam (Liên Xô) lập kế hoạch chuyển Tập đoàn quân 18 đến khu vực đầu cầu Myskhako để phối hợp với Tập đoàn quân 47 chuẩn bị mở chiến dịch đánh chiếm Novorossiysk, hình thành một mũi tấn công vào Taman từ phía Tây Nam.
Trong khi đó thì đối với quan đội Liên Xô, thời gian tạm hưu chiến không trôi qua một cách vô ích. Đội quân đồn trú tại Myskhako đã xây dựng và củng cố căn cứ bàn đạp vững chắc hơn. Trên tuyến phòng thủ dài 15 km từ điểm cao 307,2 qua điểm cao 230,4, phía đông Fedotovki, núi Myskhako và ra đến Biển Đen phía Nam Ozereika, họ đã đào đắp 4 tuyến chiến hào sâu từ 1,6 đến 1,8 m với 4 bãi mìn chống tăng xen kẽ các bãi mìn mìn chống bộ binh và kỵ binh. Các trung đoàn công binh 50 và 338 đã xây dựng 32 hầm pháo, 2.500 hầm trú ẩn có thể chứa trên 3.000 bộ binh, 230 hỏa điểm súng máy hạng nặng và pháo cỡ nhỏ, 500 hỏa điểm lẻ kết hợp với đài quan sát, 1.800 ụ chiến đấu cá nhân và 1.500 hầm kho nhỏ. Sau hơn một tháng, khu vực Myskhako đã thực sự trở thành một pháo đài. Ngày 3 tháng 4 năm 1943, đội quân đồn trú nhận được tăng viện đáng kể đầu tiên. Trong bão biển, Sư đoàn bộ binh cận vệ 32 thuộc Quân đoàn bộ binh cận vệ 12 (Tập đoàn quân 18) đã đổ bộ lên bán đảo, nâng quân số của quân đội Liên Xô tại đây lên hơn 17.000 người.
Đối với tướng Richard Ruoff mối nguy hiểm từ căn cứ đầu cầu Myskhako đã trở nên nghiêm trọng, đặc biệt là trong tình thế Tập đoàn quân 17 bị chia cắt trên 3 địa bàn: Cụm tác chiến Hollidt gồm Quân đoàn bộ binh 42 và các đơn vị tăng cường bị tách khỏi chủ lực tập đoàn quân do quân đội Liên Xô đã chiếm Rostov và khu vực hạ lưu sông Đông, dồn quân đội Đức Quốc xã về tuyến sông Mius. Quân đoàn bộ binh xung kích 5 và Quân đoàn bộ binh 44 phòng thủ bán đảo Taman với hai hướng tác chiến Kuban và Novorossiysk, hướng nào cũng chứa đựng những nguy cơ bị đột kích vào sau lưng. Và cuối cùng là Cụm quân Krym gồm chủ yếu là quân Romania. Mặc dù Quân đoàn xung kích 5 Đức đã có kế hoạch mở cuộc tấn công đẻ trục xuất quân dội Liên Xô khỏi căn cứ đầu cầu Myskhako từ ngày 5 tháng 4 nhưng cuộc tấn công ngày 6 tháng 4 của Tập đoàn quân 56 và một bộ phận Tập đoàn quân 18 (Liên Xô) vào cụm cứ điểm Krymsk đã buộc tướng Wilhelm Wetzel 
phải hoãn cuộc công kích vào Myskhako và điều quân chống giữ Krymsk.
Ngày 17 tháng 4 năm 1943, Quân đoàn xung kích 5 của tướng Wilhelm Wetzel mở lại cuộc tấn công tảo thanh khu vực Myskhako lần thứ hai, huy động gần như toàn bộ Quân đoàn xung kích 5 gồm 4 sư đoàn bộ binh với 29.000 quân, 126 xe tăng và xe bọc thép, 4/5 trung đoàn pháo mặt đất, 2/5 trung đoàn pháo bờ biển với khoảng 500 pháo và súng cối. Gần 1.000 máy bay của Tập đoàn không quân 4 (Đức) tại các sân bay ở Tâmn và Krym được huy động yểm hộ. Tham gia chiến dịch còn có lữ đoàn hải quân đánh bộ Đức dùng 3 tàu vận tải cơ động từ Krym sang. Chiến dịch được lấy tên mã là chiến dịch "Sao Hải Vương". Quân đội Liên Xô đã biết trước cuộc tấn công này do tài liệu khai thác từ ba tù binh Đức trong đó có một sĩ quan cấp tá chỉ huy một trung đoàn của Sư đoàn bộ binh 73 và họ đã có biện pháp chủ động đối phó. Cuộc tấn công bắt đầu bằng trận không kích của 30 đến 40 máy bay ném bom Ju-86, Ju-88 và máy bay cường kích Ju-87. Các máy bay tiêm kích bom của Hạm đội Biển Đen và của Tập đoàn quân không quân 5 (Liên Xô) lập tức có phản ứng, họ đã đẩy lùi các đợt ném bom tiếp theo của không quân Đức và bắt đầu đánh chặn bộ binh Đức trên mặt đất. Trong ngày đầu, các sư đoàn Đức bị tổn thất 1.700 quân, chủ yếu do máy bay cường kích IL-2 gây ra.
Các sư đoàn bộ binh 9 và 73 (Đức) tấn công ở mũi chủ yếu vào Malozemelskaya (???), các sư đoàn bộ binh 10 và 19 (Romania) tấn công ở mũi thứ yếu vào Fedotovki, cả hai mũi đều hướng đến hợp điểm tại làng Myskhako. Sư đoàn đổ bộ đường không 5 (Đức) và Sư đoàn kỵ binh 3 (Romania) làm lực lượng dự bị. Hơn 40 xe tăng Đức hướng đến làng Malozemelskay được đón tiếp bằng các khẩu pháo chống tăng của trung đoàn pháo 29 và pháo hạm từ 14 tàu chiến bắn vào. Trong ngày đầu, quân Đức mất 12 xe tăng, các sư đoàn Đức và Romania không tiến lên được quá 500 m và phải nằm lại trên tiền duyên. Sáng 18 tháng 4, ba tàu vận tải Đức có máy bay cường kích Ju-87 hộ tống đã kéo đến ngoài khơi Nam Ozereika và chuẩn bị đổ quân. Lữ đoàn tàu phóng lôi của trung tá N. I. Sipiagin đột ngột từ trong vịnh Tsemess xông ra dùng ngư lội đánh đắm cả ba tàu vận tải trước sự ngỡ ngàng của các phi công Đức. Chỉ có một chiếc tàu phóng lôi bị hư hại nhẹ vì trúng bom. không quá 300 lính thủy đánh bộ Đức bơi được vào bờ.
Không đột phá được tuyến phòng thủ của đội quân đồn trú "cứng đầu", ngày 19 tháng 4, Tập đoàn quân không quân 4 (Đức) tổ chức 1.074 phi vụ, ném bom và bắn phá các tuyến chiến hào phòng thủ của quân đội Liên Xô từ sáng sớm đến tối mịt. Để đối phó, Tập đoàn quân không quân 5 và không quân của Hạm Đội Biển Đen cũng điều thêm hơn 200 mắy bay, thực hiện 1.200 phi vụ chặn kích và oanh tạc. Pháo phòng không từ các tàu tuần tiễu ven bờ loại MBR-2 và tàu hộ tống MTS của Liên Xô cũng tham chiến. Đến cuối ngày, không quân Đức Quốc xã mất 18 chiếc Ju-87, 4 chiếc Ju-86, 8 chiếc Ju-88 và 13 chiếc Me-109G. Không quân Liên Xô mất 7 chiếc Yak-1, 2 chiếc Yak-9 và 2 chiếc IL-2, một tàu săn ngầm và hai tàu vớt mìn bị bom Đức đánh đắm, hai chiếc tàu tuần tiễu MTS khác bị hư hại. Thiệt hại lớn về máy bay ngày 19 tháng 4 đã làm cho việc yểm hộ cuộc tấn công trên mặt đất Quân đoàn xung kích 5 (Đức) ngày hôm sau giảm hẳn cường độ.
Trong ngày 20 tháng 4, máy bay Đức chỉ ném không quá 500 quả bom nhưng bù lại, 6 trung đoàn pháo binh Đức đã bắn hơn 2.000 quả đạn để yểm hộ cho các sư đoàn bộ binh Đức và Romania tiếp tục tấn công. Mặc dù chiếm ưu thế về binh lực nhưng trước sức mạnh hỏa lực hơn hẳn của các chiến hạm Liên Xô, quân đội Đức Quốc xã và Romania vẫn chỉ tiến lên được với tốc độ 200 đến 30 m ngày. Sang ngày 21 tháng 4, hải quân Đức điều 4 tàu phóng lôi và 4 tàu tuần tiễu từ Sevastopol kéo đến tham chiến nhưng không thể đảo ngược được tình thế trên biển. Thêm hai tài tuần tiễu và 1 tàu phóng lôi của hải quân Đức bị đánh đắm. Ngày 23 tháng 4, tướng K. N. Leselidze được Phương diện quân Nam (Liên Xô) chỉ định làm tư lệnh các lực lượng trên bộ ở Novorossiysk từ ngày 3 tháng 4 đã quyết định rút lữ đoàn hải quân đánh bộ 83 khỏi chiến trường do bị thiệt hại nặng. Thay vào đó là sư đoàn bộ binh 290 và lữ đoàn bộ binh 111 vừa được tăng viện từ Gelendzhik đến.
Từ ngày 24 đến ngày 26 tháng 4, hai đơn vị này đã chặn được các đợt công kích của các sư đoàn bộ binh 9 và 73 (Đức) trên hướng chủ yếu. Ở hướng thứ yếu, các sư đoàn bộ binh Romania cũng bị đẩy lùi về vị trí xuất phát. Ngày 27 tháng 4, trong một cố gắng cuối cùng, tướng Wilhelm Wetzel điều các sư đoàn bộ binh 125 (Đức) và sư đoàn kỵ binh 3 (Romania) vào hướng thứ yếu. Ngày 28 tháng 4, quân Đức chỉ còn cách chỉ huy sở của tướng K. N. Leselidze tại Kabardinka không đầy một km. Tướng K. N. Leselidze tung lực lượng dự bị còn lại gồm tiểu đoàn xe tăng 563 và sư đoàn bộ binh cận vệ 32 từ Stanichka đánh vào bên sườn trái cánh quân Đức đang xông đến Myskhako, buộc sư đoàn bộ binh 125 (Đức) và sư đoàn kỵ binh 3 Romania phải lùi. Trước những tổn thất lớn cộng với cuộc tấn công của các tập đoàn quân 9, 37 và 56 của quân đội Liên Xô vào Taman, tướng Wilhelm Wetzel buộc phải ngừng cuộc tấn công vào Myskhako đề đưa quân lên phía Bắc cùng với Quân đoàn bộ binh 44 (Đức) giữ Taman, chỉ để lại lại sư đoàn bộ binh 125, 73 và sư đoàn kỵ binh 3 Romania làm nhiệm vụ phòng ngự. Cuộc "tảo thanh" lớn tại "Đất nhỏ" của quân Đức kết thúc.

### Cuộc đổ bộ Nam Ozereika lần thứ hai

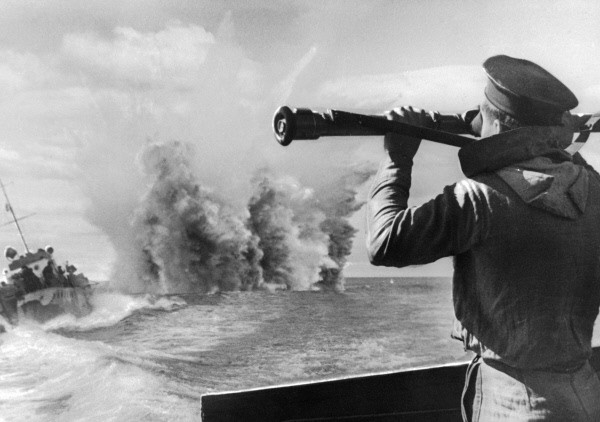
Hải quân Hạm đội Biển Đen (Liên Xô) triển khai đổ quân trong làn đạn dày dặc của pháo bờ biển Đức

Trong suốt các tháng 6, 7, 8 năm 1943; cả quân đội Liên Xô và quân đội Đức Quốc xã đều dồn những binh đoàn mạnh nhất cho cuộc thư hùng ngang ngửa thứ ba tại Trận Kursk. Mặt trận ở Novorossiysk và Taman không có những chuyển biến lớn. Đến đầu tháng 9 năm 1943, khi các cuộc tấn công của bốn Phường diện quân Liên Xô trên chiến trường tả ngạn Ukraina thu được những kết quả khả quan. Bộ Tổng tham mưu quân đội Liên Xô mới có kế hoạch mở lại chiến dịch Novorosiysk. Lần này, nó được gắn liền với một kế hoạch tổng thể lớn hơn để chiếm lại toàn bộ bán đảo Taman. Đêm 9 rạng ngày 10 tháng 9, Hải quân Hạm đội Biển Đen mở cuộc đổ bộ lên Nam Ozereika, tăng cường cho Cụm quân dồn trú tại Myskhako thêm 6.480 quân của sư đoàn biên phòng 390 (NKVD), lữ đoàn bộ binh 393 và tiểu đoàn bộ binh 1339 được trang bị 41 pháo, 147 súng cối và 53 súng máy hạng nặng. Lực lượng này với sự yểm hộ của 150 pháo trên các chiến hạm và 227 dàn phóng tên lửa Katyusha đã nhanh chóng đánh chiếm thị trấn Nam Ozereika ngày 10 tháng 9. Ngày 11 tháng 9, đội quân đồn trú của Liên Xô tại Myskhako bắt đầu tấn công về Novorossiysk. Phối hợp với mũi tiến công này còn có một mũi đổ bộ khác gồm 3 lữ đoàn hải quân đánh bộ lên Anapa, phía Bắc Novorossiysk, ngay sau lưng Quân đoàn bộ binh 44 đang phòng thủ khu căn cứ Krymsk - Abinsk và Quân đoàn xung kích 5 (Đức) đang phòng thủ Novorrossiysk. Trước sức áp đảo về quân số và vũ khí, phương tiện của quân đội Liên Xô, Quân đoàn xung kích 5 (Đức) phải bỏ Novorossiysk, rút về trung tâm phòng ngự bán đảo Taman trong khu vực Kievskoye, Moldavanskoye, Neberzhayevskaya, Verkhnebankansky. Ngày 16 tháng 9, Tập đoàn quân 18 tiến vào Novorossiysk. Cuộc chiến 225 ngày tại Myskhako kết thúc.

## Kết quả, đánh giá và ảnh hưởng
Ngoài những ảnh hưởng về tinh thần mà báo chí và bộ máy tuyên truyền của Liên Xô (cũ) thường nhắc đến dưới thời L. I. Brezhnev, ý nghĩa trực tiếp về thế trận phòng thủ và tấn công của quân đội Đức Quốc xã và quân đội Liên Xô tại khu vực Novorossiysk - Taman còn quan trọng hơn thế. Trong cuộc chiến khổng lồ kéo dài gần 4 năm trên mặt trận Xô-Đức, chiến dịch Myskhako gần như bị chìm đi trong hàng nghìn trận đánh lớn nhỏ khác. Tuy nhiên, đối với mặt trận Bắc Kavkaz, chiến dịch này có một ý nghĩa nhất định. Đối với Tập đoàn quân 17 của quân đội Đức Quốc xã, việc cố thủ tại Novorossiysk cũng như toàn bộ bán đảo Taman tạo cho họ cơ hội giữ được con đường rút quân cuối cùng vượt qua eo biển Kerch sang Krym khi con đường chính qua Rostov về Ukraina đã bị Phương diện quân Nam (Liên Xô) chiếm giữ. Đối với cả quân dội Liên Xô tại mặt trận Taman, Novorossiysk là cách chìa khóa để tiến vào Taman từ phía Tây Nam. Là một quân cảng lớn, Novorossiysk có thể tiếp nhận một khối lượng lớn binh lực, vũ khí và phương tiện đổ bộ lên đây. Việc phát động thêm một mũi tấn công từ Novorossiysk sẽ hỗ trợ cho những đòn đánh chính diện rất khó khăn vào tuyến phòng thủ vững chắc của quân đội Đức Quốc xã tại Taman, đặc biệt là tại các trung tâm phòng thủ Kievskoye - Moldavanskoye - Neberzhayevskaya - Verkhnebakansky và Krymsk - Abinsk nơi các lực lượng chủ yếu của Tập đoàn quân 17 (Đức) đóng giữ.
Do đó, tại thời điểm năm 1943 của cuộc chiến Xô-Đức trên mặt trận Bắc Kavkaz, số phận của Novorossiysk gắn liền với số phận của Taman. Hiểu rõ điều này, Tập đoàn quân 17 (Đức) mà trực tiếp là Quân đoàn xung kích 5 cũng thấy được mối nguy hiểm một khi quân đội Liên Xô đánh chiếm bán đảo Myskhako và sử dụng nó làm bàn đạp cho cuộc tấn công Novorrossiysk và phát triển tấn công ra toàn bộ bán đảo Taman sau này. Chính vì vậy, Quân đoàn xung kích 5 của tướng Wilhelm Wetzel đã bỏ nhiều thời gian và binh lực cho các cuộc tảo thanh nhằm quét sạch bán đảo Myskhako. Trước sức kháng cự kịch liệt của đội quân đồn trú cùng với các cuộc tấn công uy hiếp phía sau lưng của Tập đoàn quân 47 (Liên Xô) vào Krymsk và Abinsk, đe dọa hậu cứ, Quân đoàn xung kích 5 (Đức) dần dần bị tiêu hao lực lượng, vũ khí, phương tiện và đến tháng 6 năm 1943 thì nó không còn khả nằng để mở các cuộc tấn công mới. Bàn đạp Myskhako - Stenichka đã đứng vững và trở thành nơi phát động mũi tiến công chủ yếu của quân đội Liên Xô để chiếm lại quân cảng Novorossiysk trong nửa đầu tháng 9 năm 1943.